# Громов, Александр Петрович (учёный)
Александр Петрович Громов (1 мая 1924, Леоново, Московская губерния — 6 августа 2010, Москва) — советский и российский медик, член-корреспондент РАМН.

## Биография
Родился 1 мая 1924 года в деревне Леоново Московской области. Принимал участие в Великой Отечественной войне. 
С 1943 по 1949 годы учился в Первом Московском медицинском институте. После окончания института поступил в аспирантуру. В 1952 году защитил кандидатскую диссертацию на тему: «Судебно-медицинская оценка повреждений органа слуха». Работал на кафедре в должности ассистента затем, с 1961 года, доцента. В 1957-58 годах находился в командировке в Албании, там он организовал кафедру судебной медицины при Тиранском университете.
В 1961-66 годах преподавал в РУДН. В 1963 году защитил докторскую диссертацию. В следующем году стал заведующим кафедрой судебной медицины Первого Московского медицинского института. В 1979-95 годах занимал должности директора НИИ судебной медицины Минздрава СССР и Главного судебно-медицинского эксперта Минздрава СССР. В 1982 году был избран член-корреспондентом АМН СССР.
Входил в редколлегию журнала «Судебно-медицинская экспертиза», занимал должности редактора редакционного отдела «Судебная медицина» Большой медицинской энциклопедии, председателя Межведомственного совета по проблемам судебной медицины, являлся членом президиума Учёного медицинского совета Министерства здравоохранения СССР и членом Учёного совета Министерства здравоохранения и медицинской промышленности Российской Федерации.
Умер 6 августа 2010 года в результате тяжёлой болезни. Похоронен в Москве на Хованском кладбище (участок 210).

## Вклад в науку
Автор более 300 научных работ и 30 монографий.

## Награды и премии
Был награждён «дипломом почёта» ВДНХ за работу «Врачебная деонтология и ответственность медицинских работников». Помимо этого награждён рядом медалей орденов, медалей, грамот, почётных знаков, и дипломов.